# Gwiazdy typu widmowego A

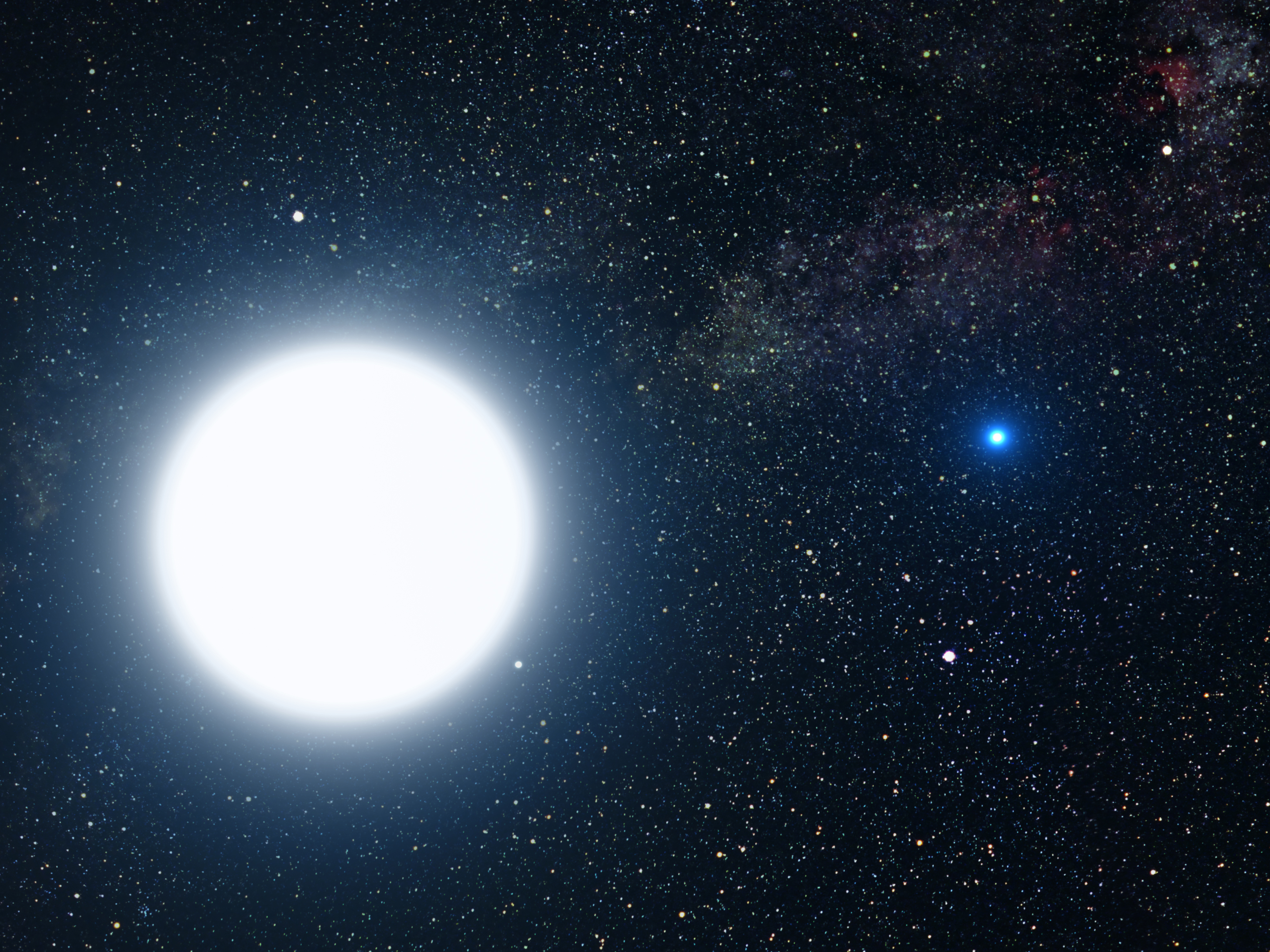
Wyobrażenie artystyczne Syriusza A (typ A1 V) i B (DA2)

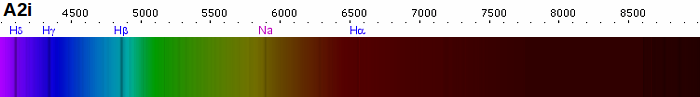
Widmo gwiazdy typu A2 I

Gwiazdy typu widmowego A – jasne, białe gwiazdy o temperaturze fotosfery w granicach 7500 – 10 000 K, jeden z typów widmowych w klasyfikacji gwiazd.

## Charakterystyka obserwacyjna
Widma tych gwiazd charakteryzują się brakiem wyrazistych linii spektralnych oprócz silnej serii Balmera, będącej częścią widma wodoru. W widmie widoczne są także linie zjonizowanego wapnia. Typ widmowy A obejmuje jednak różnorodne gwiazdy, około 30% z nich charakteryzuje nietypowe widmo (Ap), różniące się pomiędzy indywidualnymi gwiazdami. Mają one przy tym silne pole magnetyczne, co przejawia się przez rozszczepienie linii spektralnych. Około 1/4 gwiazd typu A ma wzmocnione linie pierwiastków grupy żelaza, przy jednoczesnym osłabieniu linii wapnia, magnezu i skandu; takie gwiazdy określa się jako metaliczne (Am). Większość gwiazd typu A szybko obraca się wokół własnej osi, typowo z prędkością 150 km/s (na równiku), gwiazdy typu Am zwykle rotują z prędkością niższą niż 40 m/s, co jest związane z faktem, że przeważnie wchodzą w skład ciasnych układów podwójnych; rotacja objawia się jako poszerzenie linii widmowych. Gwiazdy metaliczne nie mają linii rozszczepionych przez pole magnetyczne.
Gwiazdy ciągu głównego reprezentujące typ A są dobrze widoczne na nocnym niebie, należą do nich niektóre spośród najjaśniejszych gwiazd widocznych z Ziemi, w tym Syriusz i Wega.

## Charakterystyka fizyczna
Na różnych etapach rozwoju gwiazdy mogą znaleźć się w obszarze temperatur odpowiadającym temu typowi: są to zarówno gwiazdy ciągu głównego, jak i olbrzymy z gałęzi horyzontalnej. Wiele młodych, masywnych gwiazd przed osiągnięciem równowagi odpowiadającej ciągowi głównemu wieku zero, zaliczanych do osobnego typu Herbig Ae/Be, może być zaklasyfikowane do typu A. Jasna gwiazda nieba północnego, Deneb, jest nadolbrzymem typu widmowego A. Nadolbrzymy tego typu należą do rzadkości, gdyż taki etap życia gwiazdy trwa relatywnie krótko. Białe karły o podobnym widmie zalicza się współcześnie do klasy DA.
Brak silnego pola magnetycznego uwidaczniający się w widmie części gwiazd typu A wiąże się zapewne z charakterem transportu energii w ich wnętrzach. Strefa promienista w otoczce ma większe rozmiary dla większej masy gwiazdy; dla części gwiazd typu A w większości objętości może dominować transport energii przez promieniowanie, ze znikomą rolą konwekcji – a to ruch plazmy generuje pole magnetyczne gwiazd.
Gwiazdy typu A mogą posiadać układy planetarne. Znanymi przykładami są Fomalhaut i beta Pictoris. Gwiazdy te posiadają wprawdzie szerokie ekosfery, ale nie są uważane za sprzyjające rozwojowi życia na planetach, gdyż żyją zbyt krótko, aby złożone organizmy mogły się rozwinąć.